# Oreonetides sajanensis
Oreonetides sajanensis är en spindelart som beskrevs av Kirill Yeskov 1991. Oreonetides sajanensis ingår i släktet Oreonetides och familjen täckvävarspindlar. Inga underarter finns listade i Catalogue of Life.